# Patricia Meunier-Lebouc
Patricia Meunier-Lebouc, född 16 november 1972 i Dijon i Frankrike, är en professionell golfspelare. Hennes efternamn som ogift var Meunier och hon är gift med Antoine Lebouc som var en professionell golfspelare på PGA European Tour under 1990-talet.
Meunier-Lebouc blev professionell 1994 och spelade till en början på Ladies European Tour där hon i juni 2005 hade vunnit sex tävlingar. Hon slutade bland de tio bästa i penningligan 1997 och 2000. 2001 blev hon medlem på den amerikanska LPGA-touren där hon i november 2005 hade vunnit två tävlingar.
Hon vann majortävlingen Kraft Nabisco Championship 2003. 2000 blev hon den förste franske spelaren som deltog i Solheim Cup och hon var med i det europeiska laget även 2003. Hon har fortsatt att spela några tävlingar varje år på Europatouren.

## Meriter

### Majorsegrar
- 2003 Kraft Nabisco Championship

### Övriga proffssegrar
- 1994 English Open (Europatouren)
- 1997 Irish Open (Europatouren), Praia D'el Rey European Cup (lagtävling)
- 1998 Air France Open (Europatouren)
- 2000 Ladies French Open (Europatouren), Ladies Austrian Open (Europatouren)
- 2002 State Farm Classic (LPGA-touren)